# Manish (ur. 1994)
Manish Manish (ur. 15 lipca 1994) – indyjski zapaśnik walczący w stylu klasycznym. Zajął 31. miejsce na mistrzostwach świata w 2019. Ósmy na igrzyskach azjatyckich w 2018. Piąty na mistrzostwach Azji w 2018. Mistrz Wspólnoty Narodów w 2016 i 2017. Siódmy na igrzyskach wojskowych w 2019. Wicemistrz Azji juniorów w 2015, a trzeci w 2016. Mistrz Azji kadetów w 2010 i trzeci w 2011 roku.
Absolwent Maharshi Dayanand University w Rohtak.